# Gaël Suter
Pour les articles homonymes, voir Suter.
Gaël Suter (né le 23 mars 1992 à Aigle) est un coureur cycliste suisse. Spécialiste des épreuves d'endurance sur piste, il a notamment remporté le championnat d'Europe du scratch en 2016.

## Biographie
En 2009, Gaël Suter termine deuxième du championnat de Suisse du contre-la-montre juniors et troisième de l'omnium sur piste. En 2010, il remporte le  Giro del Mendrisiotto juniors (U19). 
En 2011, il devient à 19 ans champion de Suisse de vitesse. En 2013, il remporte deux autres titres nationaux, la course aux points et la course scratch. L'année suivante, il participe aux championnats d'Europe espoirs et remporte la médaille de bronze sur l'omnium.
En 2016, il est sélectionné pour les Jeux olympiques de Rio de Janeiro, où il se classe 12e de l'omnium. En octobre de la même année, il remporte son premier titre international, avec sa victoire lors de la course scratch des championnats d'Europe de Saint-Quentin-en-Yvelines. Quelques jours plus tard, il est également vice-champion d'Europe de l'omnium, terminant à seulement trois points derrière l'Espagnol Albert Torres.
En 2017, il intègre l'AC Bisontine, club français évoluant en division nationale 2.
En juillet 2018, il annonce mettre un terme à sa carrière de coureur. Il est employé à l'Union cycliste internationale, où il a fait son apprentissage en tant qu'employé de commerce.

## Palmarès sur piste

### Jeux olympiques
- Rio 2016
  - 12e de l'omnium

### Championnats du monde
- Saint-Quentin-en-Yvelines 2015
  - 7e de l'omnium
- Londres 2016
  - 14e de l'omnium
- Hong Kong 2017
  - 5e du scratch[5]
  - 11e de l'omnium[6]
- Apeldoorn 2018
  - 12e de l'américaine[7]

### Coupe du monde
- 2014-2015
  - 3e de l'omnium à Cali
- 2017-2018
  - 3e de la poursuite par équipes à Milton
  - 3e de l'omnium à Milton

### Championnats d'Europe
| Édition / Épreuve              | Scratch | Omnium |
| Anadia 2014 (espoirs)          |         | Bronze |
| Saint-Quentin-en-Yvelines 2016 | Or      | Argent |

### Championnats de Suisse
| - 2009 - 3e de l'omnium juniors - 2011 - Champion de Suisse de vitesse - 2012 - 3e de la course aux points - 3e de l'américaine - 2013 - Champion de Suisse de la course aux points - Champion de Suisse du scratch - 2e de l'américaine - 2014 - 3e de l'américaine | - 2015 - Champion de Suisse de vitesse - 3e de l'omnium - 3e de la course aux points - 2016 - Champion de Suisse de l'omnium - 2e du keirin - 2e du kilomètre - 2e de l'américaine - 2017 - 2e de l'omnium - 2e de la poursuite par équipes |

## Palmarès sur route
- 2008
  - 2e du championnat de Suisse sur route débutants
- 2009
  - 2e du championnat de Suisse du contre-la-montre juniors
- 2010
  - Giro del Mendrisiotto juniors
- 2013
  - Prologue du Tour de Nouvelle-Calédonie (contre-la-montre par équipes)
- 2016
  - Prix du Saugeais